# Enriqueta Adelaida de Savoia

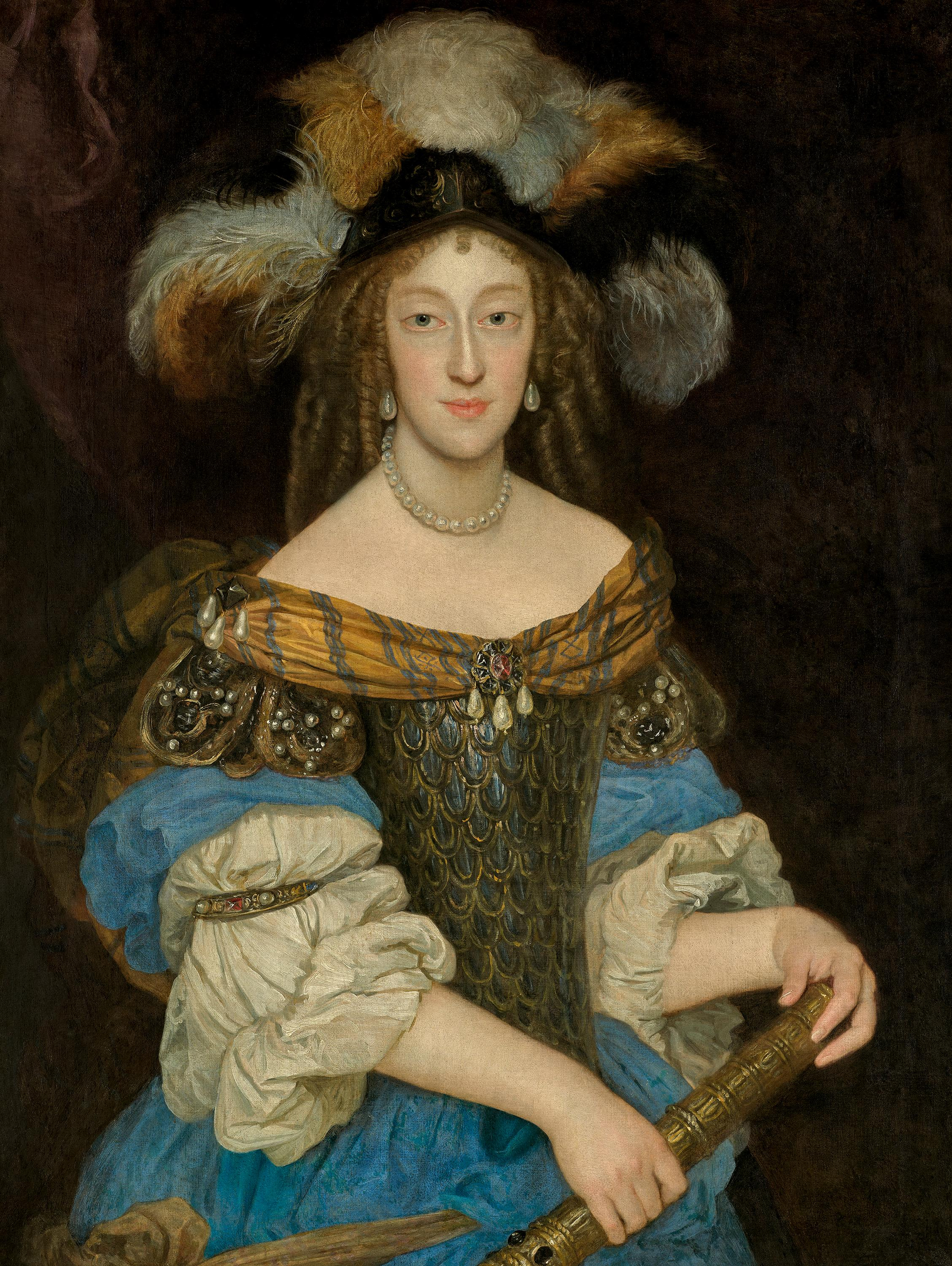

Enriqueta Adelaida de Savoia (en alemany Henriette Adelheid von Savoyen, i en italià Enrichetta Adelaide di Savoia) va néixer a Torí (Itàlia) el 6 de novembre de 1636 i va morir a Múnic el 13 de juny de 1676. Era filla del duc Víctor Amadeu I de Savoia (1587-1637) i de la princesa Cristina de França (1606-1663).
Va ser duquessa i electora consort de Baviera, amb una notable influència en les relacions exteriors, orientades a establir una aliança amb França i en contra d'Àustria. Va ser també un gran promotora de l'art i de l'arquitectura. Entre altres, va promoure la construcció de la residència reial de Múnic, el palau de Nymphenburg. Invità a la cort de Múnic molts artistes italians, que introduïren a Baviera el gust pel barroc i per l'òpera italiana.

## Matrimoni i fills
El dia 8 de desembre de 1650 es va casar amb el duc Ferran I Maria de Baviera (1636-1679), fill de l'elector Maximilià I de Baviera (1573-1651) i de l'arxiduquessa Maria Anna d'Àustria (1610-1665). La parella tingué set fills:
- SA la princesa Maria Anna de Baviera, nada a Múnic el 1660 i morta a Versalles el 1690. Es casà amb el príncep Lluís de França (1661-1711).
- SA l'elector Maximilià II Manuel de Baviera, nat a Múnic el 1662 i mort a Múnic el 1726. Es casà en primeres núpcies amb l'arxiduquessa Maria Antònia d'Àustria (1669-1692). i en segones núpcies amb la princesa Teresa Conegunda Sobieski (1676-1730).
- SA la princesa Lluïsa Margarida de Baviera (1663-1665).
- SA el príncep Lluís Amadeu de Baviera, nascut i mort el 1665.
- SA el duc Caietà Maria de Baviera, nascut i mort el 1670.
- SA el príncep Josep Climent de Baviera, elector de Colònia. Nat a Baviera el 1671 i mort a Colònia el 1723.
- SA la princesa Violant Beatriu de Baviera (1673-1731), casada amb Ferran de Mèdici (1663-1713).